# City (альбом)
City — второй альбом группы Client, выпущен в 2004 году на лейбле Toast Hawaii Эндрю Флетчера из легендарной группы Depeche Mode.

## Об альбоме
После выхода City Client прочно занял лидирующее место на синтипоп сцене наряду с группами Ladytron, Chicks On Speed, Melotron, New Order, And One.
Также в записи диска принимали участие:
- Карл Барат и Пит Доэрти из The Libertines
- Martin Gore из Depeche Mode.

## Список композиций
Слова и музыка всех песен — Client.
| №                   | Название                                        | Длительность |
| ------------------- | ----------------------------------------------- | ------------ |
| 1.                  | «Radio»                                         | 4:16         |
| 2.                  | «Come On»                                       | 4:03         |
| 3.                  | «Overdrive» (feat. Martin Gore)                 | 3:50         |
| 4.                  | «One Day at a Time»                             | 4:40         |
| 5.                  | «Cracked»                                       | 0:49         |
| 6.                  | «In It for the Money»                           | 3:35         |
| 7.                  | «Pornography» (feat. Carl Barât)                | 4:08         |
| 8.                  | «Down to the Underground» (feat. Peter Doherty) | 3:02         |
| 9.                  | «The Chill of October»                          | 4:52         |
| 10.                 | «Theme»                                         | 2:25         |
| 11.                 | «Don't Call Me Baby»                            | 4:04         |
| 12.                 | «It's Rock and Roll»                            | 3:26         |
| 13.                 | «Everything Must End»                           | 4:41         |
| Общая длительность: | Общая длительность:                             | 47:52        |